# Matematisk objekt
 For alternative betydninger, se Objekt. (Se også artikler, som begynder med Objekt)
Et matematisk objekt er et abstrakt objekt, som anvendes indenfor matematik. Begrebet undersøges i matematikkens filosofi.
I matematisk praksis, er et objekt alt, som er blevet (eller kunne være) formelt defineret - og som der kan udøves deduktion og matematisk bevis på.

## Eksempler
En gruppe, en polygon, et vektorrum, et polynomium og masse andre matematiske fænomener, er alle eksempler på objekter.
Begrebet objekt bruges ofte i sammenhæng med mængder, hvor elementerne i den pågældende mængde kaldes for objekter.
| Matematik | Spire Denne artikel om matematik er en spire som bør udbygges. Du er velkommen til at hjælpe Wikipedia ved at udvide den. |